# Tiñor
De Tiñor is een oude schildvulkaan op het Canarische eiland El Hierro. 
Het was de eerste vulkaan die boven water kwam bij de geboorte van het eiland. De vulkaan werd nadien overstroomd door materiaal uit de jongere en grotere vulkaan El Golfo.

## Geografie en geologie
De vulkaan Tiñor vormt de basis van het noordoostelijke hoek van het eiland. De top ervan lag in de buurt van het huidige plaatsje San Andrés. De vulkaan Ventejis, die in de laatste ontwikkelingsfase van Tiñor ontstond, ligt halverwege tussen San Andrés en de hoofdstad Valverde.
In het vulkanisch materiaal uitgestoten door de Tiñor vinden we zowel basaltische emissies, ontstaan uit lavastromen, als xenolietenrijk pyroclastisch gesteente of tefra van meer explosieve uitbarstingen.

## Vulkanische activiteit
Vulkaan Tiñor is het resultaat van de eerste fase van de groei van het eiland, die ongeveer 1,2 miljoen jaar geleden begon op 4.000 m diepte. Zo'n 1,12 miljoen jaar geleden kwam de vulkaan boven water. In de daaropvolgende 100.000 jaar groeide hij snel en gaf vorm aan de noordoostelijke hoek van het huidige eiland.
Aanvankelijk groeide de vulkaan vooral door enorme uitbarstingen van basaltische lava die langs de steile hellingen naar beneden stroomden. De belangrijkste basaltlagen daarvan vinden we nu nog terug in de kliffen van Las Playas. Nadien werd ook tefra uitgestoten. In deze periode ontstond de Ventejis-krater tussen Valverde en San-Andrés, die nu nog zichtbaar is.
Ongeveer 880.000 jaar gelden stortte de noordwestelijke wand van de vulkaan in en belandde ongeveer de helft van de schildvulkaan op de oceaanbodem. 
Rond 545.000 jaar gelden begon de tweede fase van vulkanische ontwikkeling op El Hierro, waarbij ten westen van Tiñor een nieuwe vulkaan ontstond, El Golfo. Deze vulde de depressie op die door de ineenstorting van de oudere vulkaan overbleef, en gaf het eiland haar huidige vorm.